# Viện Nghiên cứu Hán Nôm
Viện Nghiên cứu Hán Nôm (院研究漢喃) là một tổ chức thuộc Viện Hàn lâm Khoa học xã hội Việt Nam, hiện nay là nơi bảo quản, lưu trữ và nghiên cứu các di sản văn tự Hán Nôm, gồm những thư tịch và tài liệu cổ tiếng Việt được viết bằng chữ Hán và chữ Nôm. Viện có trụ sở tại số 183 đường Đặng Tiến Đông, quận Đống Đa, Hà Nội.

## Lịch sử ra đời
Xuất phát từ yêu cầu và nhiệm vụ nghiên cứu sưu tầm thư tịch cổ, năm 1970 Ban Hán Nôm thuộc Uỷ ban Khoa học xã hội Việt Nam được thành lập, quy tụ nhiều nhà hoạt động cách mạng lão thành, kiến thức Hán Nôm uyên bác, như: Phạm Thiều, Thạch Can, Cao Xuân Huy, Hoa Bằng, Đào Phương Bình, Ca Văn Thỉnh, Nguyễn Đổng Chi, v.v., cùng các cộng tác viên như Trần Duy Vôn, Lê Duy Chưởng, Nguyễn Hữu Chế, Nguyễn Văn Lãng, Lê Xuân Hòa, v.v.. Ban đã tổ chức nghiên cứu và phiên dịch các tài liệu Hán Nôm trong 9 năm (1970-1979).
Ngày 13 tháng 9 năm 1979, Viện Nghiên cứu Hán Nôm chính thức được thành lập trên cơ sở Ban Hán Nôm, theo quyết định số 326/CP của Hội đồng Chính phủ và được tái khẳng định thuộc Trung tâm Khoa học xã hội và Nhân văn Quốc gia trong Nghị định số 23/CP ngày 22/5/1993 của Chính phủ. Đây là một cơ quan duy nhất ở Việt Nam vừa là trung tâm bảo tồn các nguyên bản chữ Hán và chữ Nôm, vừa là trung tâm khai thác các tư liệu chữ Hán và chữ Nôm.

## Vai trò
- Bảo tồn, nghiên cứu khai thác các tư liệu Hán Nôm và đào tạo cán bộ nghiên cứu Hán Nôm được xác định:
  - Bảo tồn và giám định các nguyên bản chữ Hán chữ Nôm, sao các bản gốc thành nhiều bản để sử dụng hoặc cung cấp cho các thư viện và các cơ quan có nhu cầu;
  - Tổ chức biên dịch (gồm cả chú giải) và chính thức công bố các tư liệu chữ Hán chữ Nôm, duyệt lại các bản dịch Hán Nôm đã được công bố;
  - Nghiên cứu văn bản học, biên soạn những sách công cụ cần thiết cho công tác biên dịch và nghiên cứu tư liệu chữ Hán chữ Nôm;
  - Đào tạo và bồi dưỡng cán bộ nghiên cứu chữ Hán, chữ Nôm.
- Về công tác sưu tầm và bảo quản tư liệu chữ Hán và chữ Nôm, Viện được Uỷ ban Khoa học xã hội Việt Nam giao các nhiệm vụ cụ thể sau đây:
  - Tiến hành điều tra, thu thập các văn bản Hán Nôm và các tư liệu liên quan ở Việt Nam và ở nước ngoài, nhằm thống nhất quản lý thư tịch và tài liệu Hán Nôm trong phạm vi cả nước.
  - Hệ thống hóa và gìn giữ các văn bản chữ Hán, chữ Nôm và các tư liệu liên quan hiện còn và sưu tầm được, đảm bảo kỹ thuật bảo tàng và kỹ thuật thư viện, nhằm lưu giữ và cho nhân bản để phục vụ cho công tác nghiên cứu trước mắt và lâu dài.
- Về công tác đào tạo cán bộ nghiên cứu Hán Nôm, Viện được giao nhiện vụ đào tạo nghiên cứu sinh và cao học trong nước. Năm 1994, Viện được giao nhiệm vụ là cơ sở đào tạo tiến sĩ. Năm 1996, Viện được giao nhiệm vụ đào tạo thạc sĩ.

Trong những năm qua, Viện Nghiên cứu Hán Nôm đã triển khai hoạt động trên các mặt công tác và thu được những thành tựu nhất định, đáp ứng những yêu cầu mà Nhà nước giao phó.

## Cơ cấu tổ chức

### Cựu lãnh đạo
- GS. Phạm Thiều: nguyên Trưởng ban Hán Nôm (1970 - 1975)
- GS.  Nguyễn Đổng Chi: nguyên Quyền Viện trưởng Viện Nghiên cứu Hán Nôm (1977 - 1982)
- PGS. Trần Nghĩa: nguyên Phó Viện trưởng, Q. Viện trưởng, Viện trưởng Viện Nghiên cứu Hán Nôm (1980 - 1990)
- PGS. Phan Văn Các: nguyên Viện trưởng Viện Nghiên cứu Hán Nôm (1990 - 1999)
- PGS.TS. Trịnh Khắc Mạnh: nguyên Phó Viện trưởng (1993 - 1999), Viện trưởng Viện Nghiên cứu Hán Nôm (1999 - 2013)
- PGS.TS. Nguyễn Công Việt: nguyên Viện trưởng Viện Nghiên cứu Hán Nôm (2013 - 2015)

### Lãnh đạo đương nhiệm
- Viện trưởng: PGS. TS. Nguyễn Tuấn Cường
- Phó Viện trưởng: TS. Nguyễn Hữu Mùi
- Chủ tịch Hội đồng Khoa học: PGS.TS. Nguyễn Công Việt
- Tổng biên tập Tạp chí Hán Nôm: TS. Nguyễn Hữu Mùi

## Bê bối
Ngày 20 tháng 3 năm 2023, Viện Nghiên cứu Hán Nôm đã họp và báo cáo về kho sưu tầm, thông báo mất 121 quyển sách cổ quý.